# Street, Mendip
Street är en ort och civil parish i Storbritannien.   Den ligger i grevskapet Somerset och riksdelen England, i den södra delen av landet, 190 km väster om huvudstaden London. Street ligger 22 meter över havet och antalet invånare är 11 929.
Terrängen runt Street är platt.Runt Street är det ganska tätbefolkat, med 160 invånare per kvadratkilometer. Trakten runt Street består till största delen av jordbruksmark.